# Collegio di Glastonbury and Somerton
Glastonbury and Somerton è un collegio elettorale inglese situato nel Somerset e rappresentato alla Camera dei comuni del parlamento del Regno Unito. Elegge un membro del parlamento con il sistema maggioritario a turno unico; l'attuale parlamentare è Sarah Dyke dei Liberal Democratici, che rappresenta il collegio dal 2024.

## Estensione
Il collegio è costituito dalle seguenti divisioni elettorali del Somerset: Castle Cary; Curry Rivel and Langport; Glastonbury; Martock; Somerton; Street; Wincanton and Bruton e piccole parti di Brympton, Coker, Mendip South e South Petherton and Islemoor.

## Membri del parlamento
| Elezione | Elezione | Deputato   | Partito             |
| -------- | -------- | ---------- | ------------------- |
|          | 2024     | Sarah Dyke | Liberal Democratici |

## Elezioni

### Elezioni negli anni 2020
| Partito                    | Partito                                    | Candidato                  | Risultati 4 luglio 2024 | Risultati 4 luglio 2024 |
| Partito                    | Partito                                    | Candidato                  | Voti                    | %                       |
| -------------------------- | ------------------------------------------ | -------------------------- | ----------------------- | ----------------------- |
|                            | Lib Dem                                    | Sarah Dyke                 | 20 364                  | 42,74                   |
|                            | Conservatore                               | Faye Purbrick              | 13 753                  | 28,87                   |
|                            | Reform UK                                  | Tom Carter                 | 7 678                   | 16,12                   |
|                            | Laburista                                  | Hal Hooberman              | 3 111                   | 6,53                    |
|                            | Verdi                                      | Jon Cousins                | 2 736                   | 5,74                    |
|                            |                                            |                            |                         |                         |
| Iscritti                   | Iscritti                                   | Iscritti                   | 73 268                  | 100,00                  |
| ↳ Votanti (% su iscritti)  | ↳ Votanti (% su iscritti)                  | ↳ Votanti (% su iscritti)  | 47 642                  | 65,02                   |
| ↳ Astenuti (% su iscritti) | ↳ Astenuti (% su iscritti)                 | ↳ Astenuti (% su iscritti) | 25 626                  | 34,98                   |
|                            |                                            |                            |                         |                         |
|                            | Esito: collegio a Lib Dem (nuovo collegio) |                            |                         |                         |